# Szczerbin (Grande-Pologne)
Szczerbin (prononciation : [ˈʂt͡ʂɛrbin]) est un village polonais de la gmina de Łobżenica dans le powiat de Piła de la voïvodie de Grande-Pologne dans le centre-ouest de la Pologne.
Il se situe à environ 4 kilomètres au sud de Łobżenica (siège de la gmina), 36 kilomètres à l'est de Piła (siège du powiat), et à 96 kilomètres au nord de Poznań (capitale de la Grande-Pologne).

## Histoire
De 1816 à 1920, Szczerbin fait partie de l'arrondissement de Wirsitz dans le district de Bromberg au sein de la province de Posnanie.
De 1975 à 1998, le village faisait partie du territoire de la voïvodie de Piła.

Depuis 1999, Szczerbin est situé dans la voïvodie de Grande-Pologne.